# Ямбуто (исток Мордыяхи)
Ямбуто (Ямбу-То) — озеро в средней части полуострова Ямал. Площадь 119 км².
В озере берёт начало река Мордыяха, впадающая в залив Шарапов Шар Карского моря.
Расположено на высоте 14 м над уровнем моря в Ямальском районе Ямало-Ненецкого автономного округа.